# Adam Friedrich Groß zu Trockau
Adam Friedrich Groß zu Trockau (né le 14 mars 1758 à Wurtzbourg, mort le 21 mars 1840 à Wurtzbourg) fut vicaire apostolique de Bamberg puis évêque de Wurtzbourg.

## Biographie
Il vient d'une famille de vieille noblesse de Franconie.
Il est d'abord prévôt à l'église Saint-Burchard de Wurtzbourg (de). De 1812 à 1818, il est vicaire apostolique de Bamberg. Il est ordonné prêtre le 17 avril 1813.
Après le concordat de Bavière en 1818, il devient évêque de Wurtzbourg. Louis Ier de Bavière procède à sa nomination comme tous les autres nouveaux évêques de Bavière le 13 septembre 1821. Groß zu Trockau reçoit son ordination le 18 novembre 1821 dans la cathédrale d'Eichstätt. Malgré les nombreuses méfiances sur sa candidature et son élection, il entreprend un grand effort de réorganisation du diocèse. Il crée un séminaire avec de nouvelles ressources financières et veille avec Carl Rutta à une ligne progressiste.
La paroisse de Wolfmannshausen est la seule paroisse de l'évêché de Wurtzbourg à ne pas être en royaume de Bavière, à majorité catholique, mais dans le Duché de Saxe-Meiningen à majorité protestante. Son renouvellement devient une question politique quand le gouvernement de Basse-Franconie refuse la remise de la paroisse au duché. Un compromis est trouvé en 1829 après que Bernard II de Saxe-Meiningen ait rendu visite à Louis Ier de Bavière. La paroisse catholique devient une enclave catholique dans un pays protestant. Le pasteur s'occupe en 1837 des communautés catholiques de Meiningen et Hildburghausen.